# Réserve naturelle régionale du Puy de Marmant
La réserve naturelle régionale du puy de Marmant (RNR300) est une réserve naturelle régionale située en Auvergne-Rhône-Alpes. Classée en 1985 comme réserve naturelle volontaire, elle a été reclassée en 2015 et occupe une surface de 20,31 hectares. Elle protège un ancien édifice volcanique ainsi que les milieux qui l'entourent.

## Localisation

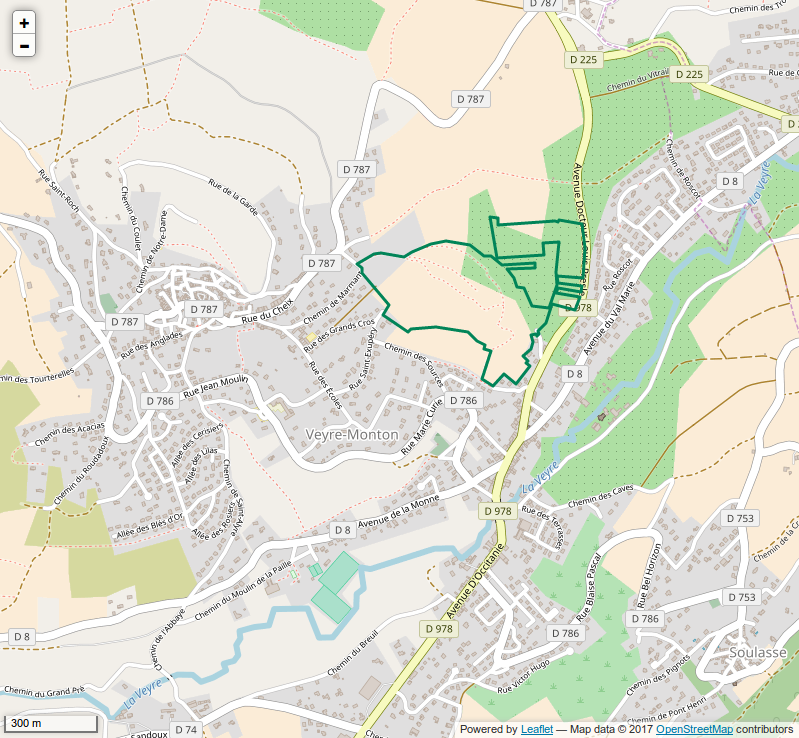
Périmètre de la réserve naturelle.

Le territoire de la réserve naturelle est dans le département du Puy-de-Dôme, sur la commune de Veyre-Monton à 20 km au sud de Clermont-Ferrand. L'altitude varie entre 380 m et 503 m.

## Histoire du site et de la réserve
Le site a été classé dès 1985 en réserve naturelle volontaire par l'association locale « Sauvegarde des sites ». Le re-classement en réserve naturelle régionale est intervenu en 2015.

## Écologie (biodiversité, intérêt écopaysager…)
Parmi les coteaux thermophiles de Limagne, le site du puy de Marmant est réputé pour la flore de ses pelouses sèches. L'exposition au soleil, la pente forte et la nature du sol limitent les espèces végétales et animales qui le fréquentent.

## Géologie
Le puy de Marmant correspond au reste d'un édifice volcanique phréatomagmatique datant de 15 millions d'années qui est apparu sur le sol marneux de la plaine. De la cheminée originelle, il ne reste que la base, formée de pépérites injectées de basalte.

### Flore
Parmi les espèces du site, on peut noter la présence de l'Épilobe à feuilles de romarin, de l'Astragale de Montpellier, de la Trigonelle de Montpellier, de l'Hélianthème des Apennins, de l'Ophrys araignée et de l'Ophrys bécasse.

### Faune
L'avifaune compte le Petit-duc scops, le Grand-duc d'Europe et la Huppe fasciée. Dans les invertébrés, on note la présence du Grand nègre des bois, de l'Hermite, de la Decticelle bicolore, de l'Oedipode rouge, de l'Oedipode aigue-marine, de la Zygène du Panicaut.

## Intérêt touristique et pédagogique
Un sentier de découverte facile de 1,1 km et d'un dénivelé de 100 m permet de découvrir le site.

## Administration, plan de gestion, règlement

### Outils et statut juridique
La réserve naturelle a été créée comme réserve naturelle volontaire (RNR83) par un arrêté du 18 avril 1985 pour une surface de 13 ha. Le classement en RNR par une délibération du Conseil régional pour une durée de 10 ans reconductible est intervenu le 20 octobre 2015.
Le site correspond par ailleurs à la ZNIEFF de type I no 830005670 « Puy de Marmant ».